# 古川一夫
古川一夫（ふるかわ かずお 1946年〈昭和21年〉11月3日 - ）は、日本の実業家。第八代日立製作所社長、元新エネルギー・産業技術総合開発機構理事長。元日本経済団体連合会副会長。
情報処理学会会長(第26代）、日本碍子社外取締役、パソナグループ社外取締役を歴任。

## 概要
1969年（昭和44年）5月に東京大学工学部（電子工学）を卒業、1971年（昭和46年）3月に東京大学大学院（電気）修士課程修了後、同年4月に株式会社日立製作所に入り、1997年（平成9）2月に同社 情報通信事業部 公衆通信本部長、2003年（平成15）4月に同社 情報・通信グループ長&CEOなどを経て、2006年（平成18）4月に同社 代表執行役 執行役社長に就任し、赤字に陥っていたハードディスクドライブ、薄型テレビ、液晶等の事業の立て直しに取り組む。

2008年（平成20年）度にリーマンショックの影響で、業界で過去最大となった7873億円の赤字を計上し、2009年（平成21）4月に社長を退任、取締役 兼 代表執行役 執行役副会長に就任。同年6月に副会長を退任し同社 特別顧問に就任。

2011年（平成23）9月30日に同社特別顧問を退任し、同年10月から2018年3月まで国立研究開発法人新エネルギー・産業技術総合開発機構理事長を務めた。

## 来歴
- 1969年（昭和44年）5月 - 東京大学工学部（電子工学） 卒業[1]
- 1971年（昭和46年）3月 - 東京大学大学院（電気）修士課程修了[1]
- 1971年（昭和46年）4月  - 株式会社日立製作所 入社
- 1994年（平成６年） Hitachi Telecom (USA), Inc CTO
- 1997年（平成9年）2月 - 日立製作所 情報通信事業部 公衆通信本部長[1]
- 2003年（平成15年）4月 - 日立製作所 情報・通信グループ長&CEO
- 2006年（平成18年）4月 - 日立製作所 代表執行役 執行役社長[1]
- 2007年（平成19年） 日本経済団体連合会副会長[8]
- 2009年（平成21年）4月 - 日立製作所 取締役 兼 代表執行役 執行役副会長[2]
- 2009年（平成21年）6月 - 日立製作所 特別顧問[2]。
- 2011年（平成23年）4月 - 一般社団法人情報処理学会会長[4]
- 2011年（平成23年）10月 - 独立行政法人新エネルギー・産業技術総合開発機構理事長[2]
- 2015年（平成27年）10月 - 国立研究開発法人新エネルギー・産業技術総合開発機構理事長（再任）[7]
- 2019年（令和元年）６月 - 日本碍子株式会社社外取締役[9]
- 2020年（令和２年）8月 - 株式会社パソナグループ社外取締役（監査等委員）[10]

## 発言
- “記者対応の十戒” (PDF).   経済広報センター. 2018年3月3日閲覧。